# ケニア軍のソマリア侵攻
ケニア軍のソマリア侵攻（ケニヤぐんのソマリアしんこう）は、2011年10月16日、ケニア軍がアル・シャバブを掃討するためにソマリア領内に侵入した軍事行動。ソマリア政府が支援を表明した。

## 年表

### 2011年

#### 10月16日
未明、ケニア軍はソマリアとの国境を越えてアル・シャバブの二つの基地を制圧したと発表した。同日ケニア軍はリボイで二つのZ-9ヘリコプターが学校の近くで着陸態勢に入ったが、そのうち一つが着陸に失敗して火災が発生し、5人が死亡した。ケニア軍は攻撃にトラック部隊、ヘリコプター、戦闘用の飛行機を使用すると発表した。 

#### 10月17日
未明、ソマリアとケニアの間にあるコカニ（Qoqani）をケニア軍が攻撃し、制圧した。コカニはソマリアとケニアの国境から約100kmの場所に位置し、ここからアル・シャバブはケニアへと通過して犯罪・テロを繰り返したとされる。そのためかコカニはアル・シャバブの拠点でもあり、多数のキャンプが置かれていた。そこでアル・シャバブは仲間達と交流したとも見られている。ケニア軍はそこに陸上で大量のキャンプが置かれているのを発見し、空爆で致命的なダメージを与えた。その後、進軍して追い打ちをかけて制圧した。コカニは現在はソマリア政府の手にある。その先週には周辺でスペイン人2人が誘拐されており、そこを探ったかと見られる。

#### 10月18日
未明、アルジャジーラはモガディシュで車爆弾が爆発し少なくとも2 - 4人が死亡、15人が負傷したと報道した。アリ・アブディ・ラフマン報道官はAFPに「爆弾の標的が不明」だと話した。ソマリアは周辺の警備を強化すると発表した。

#### 10月22日
ナイロビの米大使館が、ショッピングモールなどの外国人が集まる施設を狙ったテロ攻撃の差し迫った脅威があるとして、警戒を呼び掛けた。

#### 10月24日
未明、ケニアの首都ナイロビのディスコで手投げ弾攻撃があった。地元警察によると攻撃による負傷者はケニア人14人で、幹部はアル・シャバブが関与しているとの見方を示した。現場にいた販売員は負傷者は救急車で搬送されたと説明した。同日夜には他にも1件の手投げ弾攻撃があり1人が死亡、8人が重傷を負った。同日には報復としてケニア軍はキスマヨにミサイルを発射した。アル・シャバブはミサイルでの損害等は無かったと発表した。フランスのメディアはケニア軍が発射したミサイルはフランス軍の物の可能性があると報道した。

#### 10月27日
未明、ケニア、ソマリアとエチオピアの国境点の近くにあるマンデラで4人の兵士が謎の集団に攻撃されて死亡した。アル・シャバブがこの攻撃に関連したかは不明。

#### 10月28日
ソマリアのタブダ、以前ケニア軍が制圧したコカニでアル・シャバブとケニア軍が衝突。ケニア軍が約2週間前にソマリア国境を越えてから以来の衝突だった。両勢力が死亡などの損害を負った。タブダはコカニの西にある町で、ケニア国境から約60kmでコカニよりも国境に近い。ここからキスマヨへの道路がある。ケニア軍はキスマヨからダブダに進攻。ケニア軍の報道官マジ・エマニュエル・チルチルは9人のアル・シャバブ兵士が殺害され、1人のケニア軍が死亡、2人が重傷を負ったと述べた。アル・シャバブは20人のケニア軍が殺害されたと主張し、報道官は今後の攻撃を警戒した。

#### 10月29日
モガディシュで自爆攻撃があった。死者数は不明。アル・シャバブは多数が死んだと出張している。

#### 10月30日
ソマリアの南に位置するジリブをケニア軍が空爆。少なくとも10人が死亡し45人が負傷。11月3日にはケニア軍はTwitterでアル・シャバブにロバを売らないよう警戒した。アル・シャバブは仲間との武器の交流にロバを使っているためである。

### 2012年
ケニア軍は、アフリカ連合のソマリア平和維持部隊として引き続きソマリア南部で活動した。9月にはウガンダ軍とともにアル・シャハブが掌握する最後の大都市キスマヨを包囲。9月29日には撤退に追い込むことに成功した。（キスマヨでの戦闘）